# Armoiries des anciens territoires portugais
Cet article traite des armoiries des anciens territoires portugais, de 1935 à 1999/2002 — ainsi que de certains territoires portugais d'époques plus lointaines.

## Anciennes colonies
Les armoiries des anciennes colonies suivaient le schéma suivant : à senestre d'argent avec cinq écus bleus, chacun avec cinq besants d'argent en aspérule ; à pointe d'argent avec cinq vagues sinople — lesquelles étaient destinées à symboliser le lien avec la métropole. Le senestre était d'une composition spécifique au territoire en question.
| blason | Territoire           | Description | Signification |
| ------ | -------------------- | --- | --- |
|        | Angola               | Dans un champ de pourpre, un éléphant et un zèbre.                                                                                        | Les deux animaux font référence à la formation coloniale de l'Angola, l'éléphant étant tiré des armoiries de Benguela, et le zèbre faisant probablement référence à Luanda, car ces deux villes ont été les premières fondées par les Portugais. |
|        | Cap Vert             | Dans un champ sinople, un navire à quatre mâts d'or avec une voile d'argent, sur trois vagues de sinople en argent.                       | |
|        | Inde portugaise      | Sur un champ d'or, une roue de torture sable à huit pales et une tourelle rouge.                                                          | Allusion au martyre de sainte Catherine. |
|        | Guinée portugaise    | Sur fond sable, un sceptre d'or à tête de maure.                                                                                          | Allusion au sceptre utilisé par D. Afonso V, roi du Portugal au moment de l'exploration dans la région. |
|        | Macao                | Sur un champ d'azur, un dragon chinois en or, armé et flanqué en gueules avec un écu portant les armoiries portugaises sur le côté droit. | |
|        | Mozambique           | Sur un champ d'argent, sept flèches sinople pointant vers le bas, liées par un ruban de gueules.                                          | |
|        | São Tomé et Principe | Dans un champ de gueules, ruisselant d'azur, une roue de moulin à sucre dorée.                                                            | |
|        | Timor portugais      | Dans un champ tourbillonnant d'argent et de sable, une croix fleurie en contraste, portée avec l'un des écussons.                         | Croix égale à celle qui symbolise l'ordre des dominicains, largement responsable de la colonisation du Timor. |

## Armoiries d'avant 1935
| blason | Territoire | Description | Signification                                                                                             |  |
| ------ | ---------- | --- | --- |  |
|        | Macao      | Le premier blason de Macao était composé des armoiries royales portugaises sur un écu d'argent, entourées de l'inscription : « Ville du nom de Dieu, il n'y en a pas d'autre plus fidèle ». | |  |
|        | Macao      | Un dragon sur fond de sable. | Dragon semblable à celui que l'on retrouve sur les drapeaux de l'empire chinois, avant 1911.              |  |
|        | Mozambique | Sur un champ d'argent frangé de gueules, une sphère armillaire d'or. | Symbole du roi Manuel I, pendant le règne au cours duquel les Portugais sont arrivés en Afrique de l'Est. |  |

## Territoires appartenant au Portugal avant le XXe siècle
| blason | Territoire                           | Description | Signification |
| ------ | ------------------------------------ | --- | --- |
|        | Bahia                                | Écu portugais à champ d'argent, portant une colombe avec une branche d'olivier dans son bec.                                                | Le symbole fait référence à l'histoire des débuts de la colonisation dans la région de l'état actuel de Bahia. Son occupation progressive par le concessionnaire Francisco Pereira Coutinho a déclenché de violents conflits dans la région. Selon l'historiographie et les livres héraldiques de l'époque, le symbole de la colombe a été adopté parce que la capitale, Salvador, a été fondée et cela a apporté la paix et la réconciliation dans cette partie du Brésil. |
|        | Benguéla                             | Sur un bouclier rond en or, un éléphant d'Afrique argent.                                                                                   | Il symbolise la force et fait également allusion au commerce local de l'ivoire, une importante source de revenus pour la colonie. |
|        | Brésil                               | Dans un écu rond d'argent, un bois de brésil sinople et une croix latine sable,.                                                            | Une combinaison des deux symboles qui ont donné des noms à cette terre : Vera Cruz ("vraie croix") et Brasil. |
|        | Ceylan                               | En champ d'argent, la géographie de l'île, avec montagnes et palmiers, avec un éléphant d'Asie au centre.                                   | Symbolise la force. |
|        | Funchal                              | Sur un écu rond à champ d'azur, cinq pains de sucre d'argent, avec un harpon tenné, avec une pointe dorée au centre de l'écu.               | |
|        | Goa                                  | Sur un champ de gueules, une mitre d'or, un moulin à eau tenné à huit pales et une tour d'argent.                                           | Allusion au martyre de Sainte Catherine. |
|        | Golfe de Guinée (Guinée équatoriale) | Sur un bouclier rond d'argent, au premier plan un Bombax déraciné, ou arbre divin, contre une scène naturelle de la région en arrière-plan. | C'est sous l'un de ces arbres que fut signé le premier traité entre le Portugal et le souverain local. Fait intéressant, ce bouclier survit en tant qu'emblème officiel de la Guinée équatoriale indépendante, subissant des modifications minimes. |
|        | Île de Mozambique                    | Sur un champ d'argent, un faisceau de sept flèches sinople, liées par un ruban de gueules, sur le contre-chef, deux palmes vertes.          | Le tout en référence au martyre de Saint Sébastien, saint patron de l'île de Mozambique. |
|        | Salsete                              | Dans un écu rond d'argent, un moulin à eau en tenné à huit pales. A l'intérieur de la roue, les armoiries du Portugal, dans un écu rond.    | Allusion au martyre de Sainte Catherine. |
|        | Santiago (Cap-Vert)                  | Dans un écu rond d'argent, deux branches de purgue croisées et quatre châtaignes disposées en croix.                                        | |
|        | Sergipe                              | Dans un bouclier rond de gueules, un soleil doré avec un visage humain au centre.                                                           | |
|        | Terceira                             | Dans un bouclier rond en argent, une croix du Christ au centre, avec deux autours au pied.                                                  | |

## Armoiries de laNouvelle-Hollande
Les armoiries suivantes ont été créées par l'administration de Maurice de Nassau, à l'époque où les Pays-Bas dominaient une partie du nord-est du Brésil. Ces symboles ont été demandés par les chambres de justice locales pour sceller leurs papiers avec leurs propres emblèmes.
| blason | Territoire          | Description | Signification |
| ------ | ------------------- | --- | --- |
|        | Alagoas             | Dans un écu rond d'argent, trois mulets placées en pointe.                                                                                               | Allusion à la richesse piscicole.                                                                                          |
|        | Itamaracá           | Sur un écu rond d'argent, trois grappes de raisin. | |
|        | Pernambouc          | Sur un bouclier rond en argent, une jeune fille avec une canne à sucre dans sa main droite, regardant son reflet dans un miroir tenu par sa main gauche. | Symbole de vérité. |
|        | Rio Grande do Norte | Sur un écu rond doré, un émeu, oiseau caractéristique de la région, avec trois vagues en bleu, blanc et bleu à ses pieds.                                | |
|        | Paraíba             | Dans un écu rond à fond d'azur, six morceaux de pain de sucre doré.                                                                                      | Allusion à la production sucrière, principale activité économique de la région à l'époque.                                 |
|        | Porto-Calvo         | Dans un écu rond d'argent, trois collines, représentant les montagnes.                                                                                   | C'est la principale caractéristique géographique qui a servi d'obstacle depuis le début de la colonisation dans la région. |
|        | Sirinhaém           | Sur un bouclier rond de souaffles, un cheval blanc. | Allusion à l'élevage. |
|        | Igarassu            | Sur un bouclier rond en argent, trois crabes (aratus) disposés en cliquet.                                                                               | Référence à l'abondance de ce crustacé dans ces mangroves.                                                                 |